# 148
148（一百四十八）是147與149之間的自然數。

## 数学领域
- 合數，正因數有1、2、4、37、74和148。
質因數分解為{\displaystyle 2^{2}\times 37}。
- 虧數，真因數和為118，虧度為30。
- 不尋常數，大於平方根的質因數為37。
- 第80個十进制的奢侈數。前一個為144、下一個為150。
- 第2個同時是七邊形數及中心七邊形數的數字（第一個為1）。
- Mian–Chowla數列（英语：Mian–Chowla sequence）的第13個數字。
- 6個頂點的完美圖（英语：perfect graph）共有148個。